# Bloxwich
Bloxwich [ˈblɔkswɪtʃ] ist ein Marktflecken mit etwa 25.500 Einwohnern in den West Midlands in England. Bloxwich ist Teil des Metropolitan Borough of Walsall.

## Geschichte
Bloxwich ist wohl auf eine angelsächsische Siedlung zurückzuführen, denn der Name lässt sich auf eine Familie Bloc in Mercia schließen. Im Domesday Book von 1086 wird der Ort als Blockeswich erwähnt.
Im 18. und 19. Jahrhundert befanden sich hier zahlreiche Zechen zur Steinkohleförderung sowie mehrere Hüttenbetriebe. Später wurde es Schlafstadt für die größeren Städte in der Umgebung.

## Sehenswürdigkeiten
Sehenswert ist die Innenstadt mit zahlreichen Gebäuden aus der viktorianischen und eduardianischen Zeit.
Die denkmalgeschützte (Grade II) All Saints’ Church wurde 1791 bis 1794 erbaut.

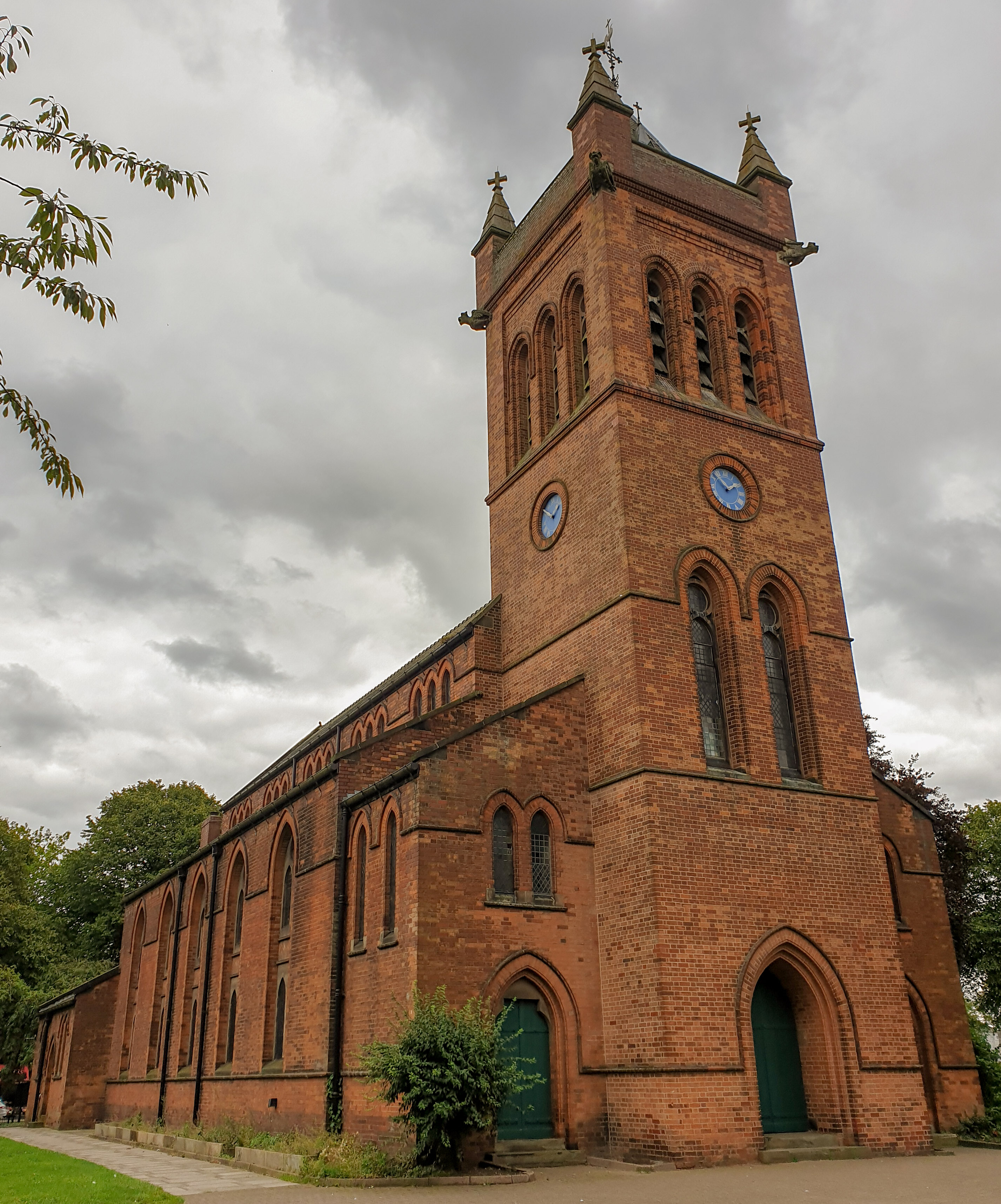
All Saints’ Church

## Verkehr
Bloxwich liegt an der A34 road von Birmingham bzw. Walsall Richtung Stafford und Stoke-on-Trent.
Zwei Bahnhöfe, Bloxwich und Bloxwich North, werden auf der Strecke von Birmingham New Street / International nach Trent Valley bedient.

## Söhne und Töchter der Stadt
- Lee Naylor (* 1980), Fußballspieler
- Neville John 'Noddy' Holder (* 1946), Sänger der Gruppe Slade, hier aufgewachsen